# Hrabstwo Fayette (Wirginia Zachodnia)
Hrabstwo Fayette (ang. Fayette County) – hrabstwo w stanie Wirginia Zachodnia w Stanach Zjednoczonych. Obszar całkowity hrabstwa obejmuje powierzchnię 668,36 mil² (1731,04 km²). Według szacunków United States Census Bureau w roku 2010 miało 46 039 mieszkańców.
Hrabstwo powstało w 1831 roku. 

## Miasta
- Ansted
- Fayetteville
- Gauley Bridge
- Meadow Bridge
- Montgomery
- Mount Hope
- Oak Hill
- Smithers
- Pax
- Thurmond[4]

## CDP

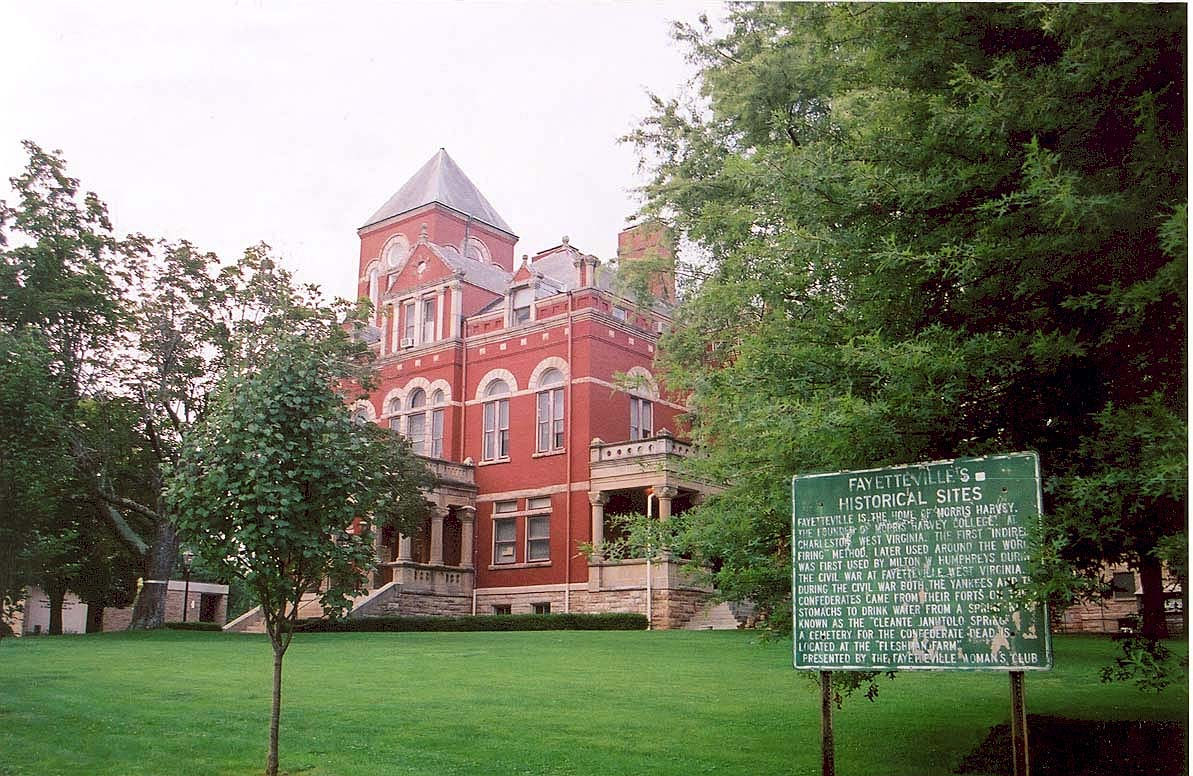
Budynek administracji (courthouse) w Fayetteville

- Beards Fork
- Boomer
- Charlton Heights
- Deep Water
- Falls View
- Glen Ferris
- Glen Jean
- Hico
- Hilltop
- Kimberly
- Kincaid
- Minden
- Mount Carbon
- Page
- Powellton
- Prince
- Scarbro

| Populacja hrabstwa w poprzednich latach | Populacja hrabstwa w poprzednich latach |
| Rok                                     | Liczba ludności                         |
| --------------------------------------- | --------------------------------------- |
| 1980                                    | 57 155                                  |
| 1990                                    | 47 952                                  |
| 2000                                    | 47 579                                  |
| 2010                                    | 46 039                                  |